# Stephen Coonts
Stephen Paul Coonts (ur. 19 czerwca 1946 w Buckhannon w Wirginii Zachodniej) – amerykański pisarz, autor powieści sensacyjnych. 

## Zarys biografii
Stepen Coonts jest byłym pilotem wojskowym. W 1968 ukończył studia na wydziale nauk politycznych West Virginia University i następnie wstąpił do Marynarki Stanów Zjednoczonych. Podczas wojny wietnamskiej w latach 1971-1973 walczył na samolotach Grumman A-6 Intruder, wchodzących w skład Grupy Powietrznej lotniskowca USS Enterprise. Po zakończeniu tury bojowej służył jako instruktor pilotażu, a następnie był oficerem odpowiedzialnym za starty i lądowania na lotniskowcu USS Nimitz. Został zdemobilizowany w 1977. Jest kawalerem jednego z najwyższych amerykańskich odznaczeń wojskowych – Zaszczytnego Krzyża Lotniczego.
W 1979 zyskał tytuł „Juris Doctor” na University of Colorado w Boulder. Wówczas pracował jako prawnik kilku przedsiębiorstw. Wtedy Coonts zaczął pisać w wolnym czasie. Wydał kilka opowiadań. Następnie napisał pierwszą powieść Lot Intrudera, która osiągnęła wielką popularność i została sfilmowana w 1991.
Obecnie Stephen Coonts mieszka z żoną Deborą w Colorado Springs w stanie Kolorado i kontynuuje pracę literacką.

## Publikacje

### Seria z Jakem Graftonem*
- Lot Intrudera (Flight of the Intruder) (1986)
- A6-Intruder (The Intruders) (1994)
- Ostatni lot (Final Flight) (1986)
- Minotaur (The Minotaur) (1989)
- Oblężenie (Under Siege) (1990)
- Szkarłatny jeździec (The Red Horseman) (1993)
- Kuba (Cuba) (1999)
- Hongkong (Hong Kong) (2000)
- USS America (America) (2001)
- Wolność (Liberty) (2003)

* Lista została ułożona według kolejności czytania zalecanej przez autora

### Seria z Tommym Carmellinim
- Kłamcy i złodzieje (Liars and Thieves lub Wages of Sin) (2004)
- Zdrajca  (The Traitor) (2006)
- Zabójca (The Assassin) (2008)
- The Disciple (2009)
- Pirate Alley (2013)
- The Art of War (2016)
- Liberty's Last Stand (2016)
- The Armageddon File (2017)
- The Russia Account (2019)

Postać Tommy'ego Carmelliniego pojawia się także w powieściach z Jakem Graftonem: Kuba, Hongkong, USS America i Wolność.

### Seria Saucer
- Saucer (2002)
- The Conquest (2004)

### Seria Deep Black
Cykl z Jimem DeFelice
- Deep Black (2003)
- Biowar (2004)
- Dark Zone (2004)
- Payback (2005)
- Jihad (2007)
- Conspiracy (2008)

Cykl z Williamem H. Keithem, Jr.
- Arctic Gold (2009)
- Sea of Terror (2010)

### Inne powieści
- Syberia (Fortunes of War) (1998)

### Literatura faktu
- The Cannibal Queen: A Flight into the Heart of America (1992)
- War In The Air: True Accounts (1996)
- On Glorious Wings: The Best Flying Stories (2003)
- Victory (2003)

### Wydawca
- The 17th Day (1999)
- Combat (2001)
- The Garden of Eden (2006)